# لیویو نباب
لیویو نباب (فرانسوی: Livio Nabab‎؛ زادهٔ ۱۴ ژوئن ۱۹۸۸) بازیکن فوتبال اهل فرانسه است.
از باشگاه‌هایی که در آن بازی کرده‌است می‌توان به باشگاه فوتبال اوسر و باشگاه فوتبال کان اشاره کرد.
وی همچنین در تیم ملی فوتبال تیم ملی فوتبال گوادلوپ بازی کرده‌است.